# 锡耶德里维耶尔
锡耶德里维耶尔（法語：Cier-de-Rivière，法語發音：[sje də ʁivjɛʁ]）是法国上加龙省的一个市镇，属于圣戈当区。

## 地理
锡耶德里维耶尔（43°3'47"N, 0°38'1"E）面积9.26 平方千米，位于法国奧克西塔尼大區上加龙省，该省份为法国西南部内陆省份，西南端与西班牙接壤，自此顺时针与上比利牛斯省、热尔省、塔恩-加龙省、塔恩省、奥德省和阿列日省接壤。
与锡耶德里维耶尔接壤的市镇（或旧市镇、城区）包括：阿尔迪耶日、巴尔巴藏、于奥、拉布罗凯尔、普安蒂德里维埃、科曼日地区索沃泰尔。

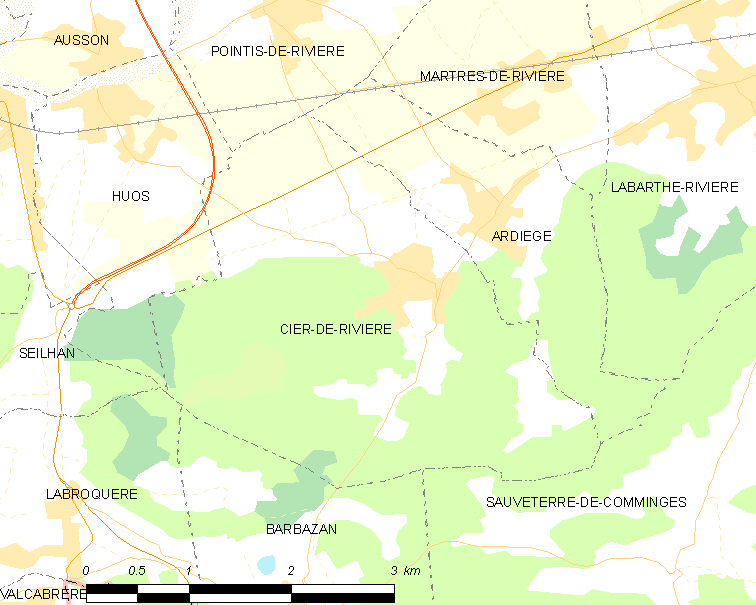
锡耶德里维耶尔的OSM定位图

锡耶德里维耶尔的时区为UTC+01:00、UTC+02:00（夏令时）。

## 行政
锡耶德里维耶尔的邮政编码为31510，INSEE市镇编码为31143。

## 政治
锡耶德里维耶尔所属的省级选区为巴涅尔德吕雄县。

## 人口

1962-2008年间锡耶德里维耶尔人口变化图示

锡耶德里维耶尔于2022年1月1日时的人口数量为267人。